# Campion (geslacht)
Campion is een geslacht van insecten uit de familie van de Mantispidae, die tot de orde netvleugeligen (Neuroptera) behoort.

## Soorten
Deze lijst van 9 stuks is mogelijk niet compleet.
- C. australasiae (Guérin-Méneville, 1844)
- C. callosus Lambkin, 1986
- C. cruciferus (Navás, 1914)
- C. impressus (Navás, 1914)
- C. kroombitensis Lambkin & New, 1994
- C. rubellus Navás, 1914
- C. spiniferus Lambkin, 1986
- C. tenuistriga (Gerstäcker, 1885)
- C. vittatus (Guérin-Méneville in Duperry, 1831)